# وکومبورا
وکومبورا (به لاتین: Wekumbura) یک منطقهٔ مسکونی در سری‌لانکا است که در استان مرکزی (سری‌لانکا) واقع شده‌است.